# فرد رينز
فرد رينز (بالإنجليزية: Fred Rains)‏ هو مخرج وممثل بريطاني (وحمل سابقاً جنسية المملكة المتحدة لبريطانيا العظمى وأيرلندا)، ولد في 1860 بلندن في المملكة المتحدة، وتوفي بنفس المكان في 1945.

## وصلات خارجية
- فرد رينز على موقع IMDb (الإنجليزية)
- فرد رينز على موقع تيرنر كلاسيك موفيز (الإنجليزية)
- فرد رينز على موقع أول موفي (الإنجليزية)
- فرد رينز على موقع قاعدة بيانات الأفلام السويدية (السويدية)
- فرد رينز على موقع قاعدة بيانات الفيلم (الإنجليزية)
- فرد رينز على موقع كينوبويسك (الروسية)